# Aegista diversifamilia
Aegista diversifamilia é uma espécie de caracol terrestre pulmonado encontrada em Taiwan.

## Descoberta e nomeação
A. diversifamilia era anteriormente classificada como uma população da espécie Aegista subchinensis. Estudos morfológicos e genéticos publicados em 2003 identificaram diferenças entre populações do leste e oeste de Taiwan, levando à classificação de A. diversifamilia como uma espécie distinta, separada pelo rio Lanyang.
O nome científico vem do latim diversus (diverso) e familia (família), escolhido em reconhecimento ao movimento pelos direitos do casamento entre pessoas do mesmo sexo em Taiwan e no mundo.

## Descrição
A concha de A. diversifamilia é esférica e achatada, medindo entre 1,98 cm e 3,24 cm de largura e 0,97 cm a 1,68 cm de altura. Sua superfície tem tonalidade castanha brilhante, com uma faixa mais clara ao longo da periferia. O peristoma é branco.
|  |  |  |

### Sistema reprodutivo

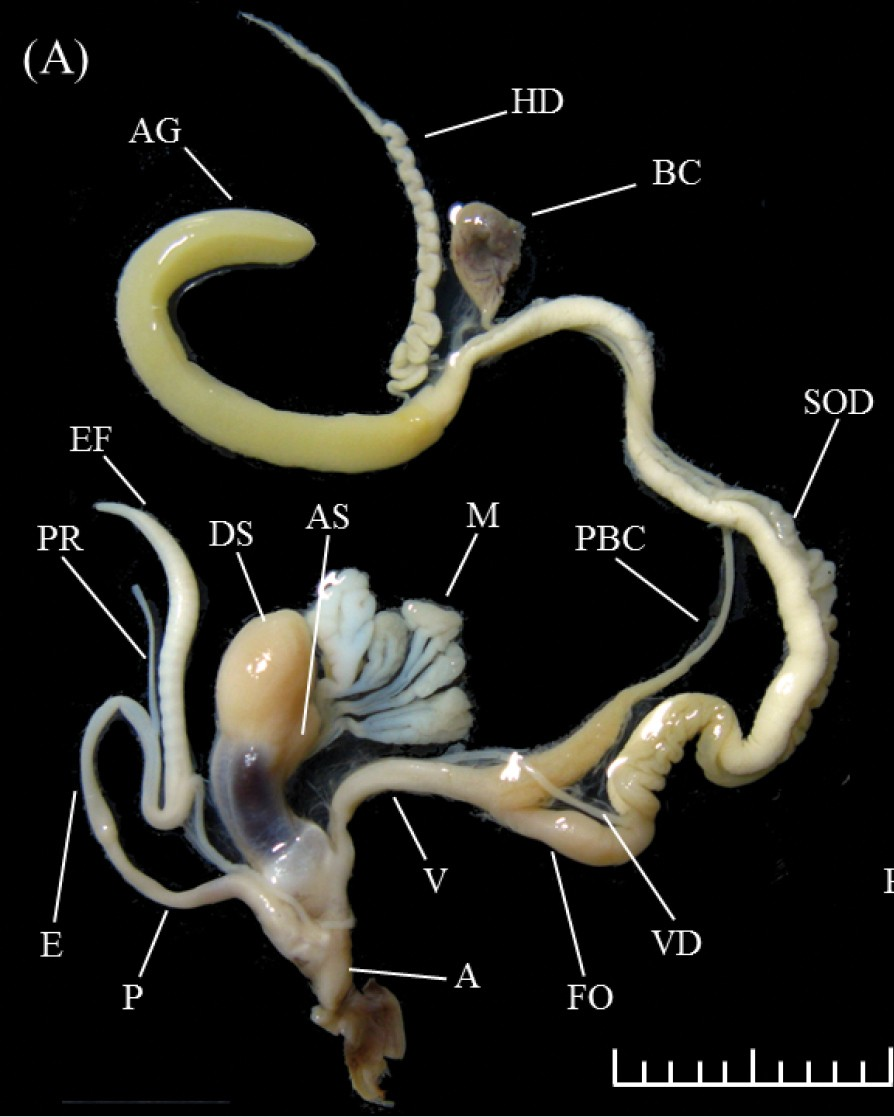
Sistema reprodutivo de Aegista diversifamilia.

A. diversifamilia é hermafrodita, possuindo órgãos sexuais masculinos e femininos no mesmo indivíduo. Seu sistema reprodutivo inclui uma bolsa de dardo localizada na vagina e um espermoviduto proporcionalmente longo. Cada postura contém entre 20 e 30 ovos brancos com diâmetro aproximado de 3 mm.

## Distribuição e habitat
A. diversifamilia é endêmica do leste de Taiwan, ocorrendo nos condados de Yilan e Hualien, mas não na Ilha Guishan. Vive em florestas de baixa altitude, preferindo áreas úmidas e ricas em serrapilheira.